# Gymnotus paraguensis
Gymnotus paraguensis är en fiskart som beskrevs av Albert och Crampton 2003. Gymnotus paraguensis ingår i släktet Gymnotus och familjen Gymnotidae. Inga underarter finns listade i Catalogue of Life.